# Obština Pravec
Obština Pravec (bulharsky Община Правец) je bulharská jednotka územní samosprávy v Sofijské oblasti. Leží v západním Bulharsku, v pohořích Stara planina na jihu a Předbalkán na severu. Správním střediskem je město Pravec, kromě něj zahrnuje obština 10 vesnic. Žije zde necelých 7 tisíc stálých obyvatel.

## Sídla
- Džurovo[p 1]
- Kalugerovo[p 1]
- Manaselska Reka[p 1]
- Osikovica[p 1]
- Osikovska Lakavica[p 1]
- Pravec[p 2] (sídlo správy)
- Praveška Lakavica
- Ravnište[p 1]
- Razliv[p 1]
- Svode
- Vidrare[p 1]

## Sousední obštiny
| Růžice kompasu |           | Roman          | Jablanica | Růžice kompasu |
| Růžice kompasu | Botevgrad | Sever          | Teteven   | Růžice kompasu |
| Růžice kompasu | Botevgrad | Obština Pravec | Teteven   | Růžice kompasu |
| Růžice kompasu | Botevgrad | Jih            | Teteven   | Růžice kompasu |
| Růžice kompasu | Etropole  |                |           | Růžice kompasu |

## Obyvatelstvo
V obštině žije 6 586 stálých obyvatel a včetně přechodně hlášených obyvatel 7 786. Podle sčítáni 1. února 2011 bylo národnostní složení následující:
- Bulhaři: 5 957 (82.3 %)
- Romové: 1 228 (17.0 %)
- Turci: 4 (0.1 %)
- ostatní: 53 (0.7 %)